# Copa Aldao 1939
La Copa Aldao 1939 fue la duodécima edición del torneo organizado por AFA y AUF. Enfrentó a Independiente, ganador del Campeonato de Primera División 1939; y Nacional, ganador del Campeonato de Primera División 1939.
Se jugó a partido único el 9 de julio de 1940 en el Estadio El Gasómetro de Buenos Aires. Se consagró campeón Independiente, que ganó el partido por 5 a 0. El goleador fue Arsenio Erico con tres tantos.

## Clubes clasificados
Clasificaron como campeones de 1939 en sus respectivas ligas.
| AFA (Argentina) |  | Independiente |  | Campeón de la Primera División de Argentina (1939) |
| AUF (Uruguay)   |  | Nacional      |  | Campeón de la Primera División de Uruguay (1939)   |

## Partido
| 9 de julio de 1940 | Independiente                                                            | 5:0 (1:0) | Nacional | Estadio El Gasómetro, Buenos Aires |                            |
|                    | Arsenio Erico 9' 58' 74' · Juan J. Zorrilla 75' · Vicente de la Mata 82' |           |          | Árbitro(s): Domingo Solari         | Árbitro(s): Domingo Solari |

|                                  |
| Bandera de Argentina             |
| Campeón Independiente 2.º título |